# Lagaroceras annulatum
Lagaroceras annulatum är en tvåvingeart som beskrevs av Deeming 1981. Lagaroceras annulatum ingår i släktet Lagaroceras och familjen fritflugor.
Artens utbredningsområde är Nigeria. Inga underarter finns listade i Catalogue of Life.